# Georg Austen

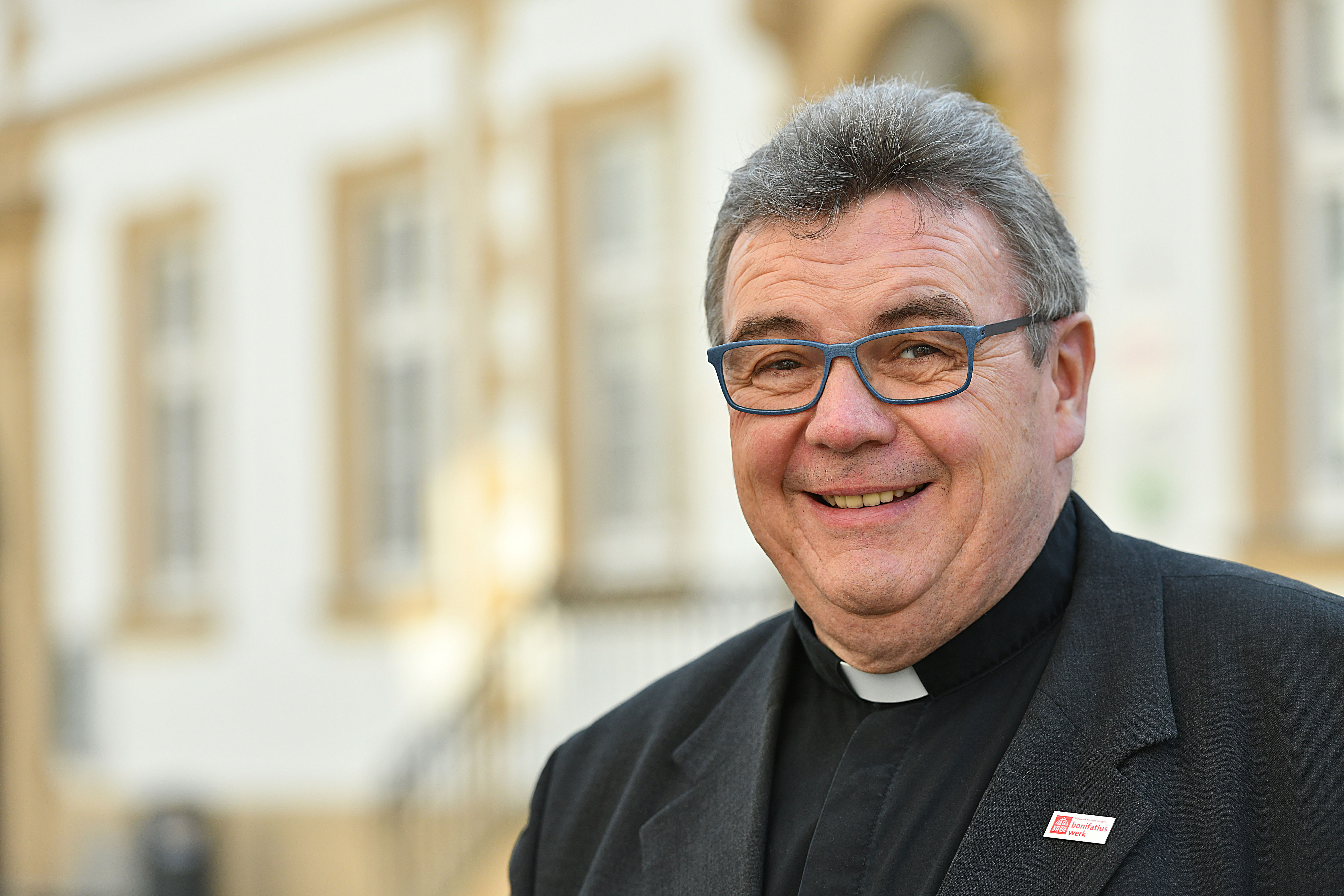
Monsignore Georg Austen (1. April 2019)

Georg Austen (* 3. Dezember 1958 in Salzkotten) ist Generalsekretär des Bonifatiuswerkes der deutschen Katholiken und Sekretär des Diaspora-Kommissariates der deutschen Bischöfe.

## Leben
Georg Austen wuchs in Brenken, einem Ortsteil der ostwestfälischen Stadt Büren, auf. Nach seinem Abitur im Jahr 1978 am Mauritius-Gymnasium in Büren studierte er Katholische Theologie in Paderborn und München. Anschließend absolvierte er in den Jahren 1985 und 1986 sein Diakonat in der Gemeinde St. Johannes Baptist  und in der Justizvollzugsanstalt in Herford. Am 16. Mai 1986 empfing er in Paderborn das Sakrament der Priesterweihe. Anschließend war er als Vikar in der Pfarrei St. Marien in Fröndenberg, als Pfarradministrator in der Kirchengemeinde St. Johannes Baptist in Siddinghausen und in der Kirchengemeinde St. Michael in Weine eingesetzt. Zudem war er Diözesanpräses der Katholischen Landjugendbewegung und von 1996 bis 2002 Diözesanseelsorger des Bundes der Deutschen Katholischen Jugend im Erzbistum Paderborn sowie Studentenpfarrer und Leiter der Katholischen Hochschulgemeinde in Paderborn.
Als Sekretär des XX. Weltjugendtages der Deutschen Bischofskonferenz in Köln war Austen in den Jahren 2002 bis Juli 2006 maßgeblich an der Vorbereitung des katholischen Großereignisses im Jahr 2005 beteiligt. Er verantwortete die pastorale Vor- und Nachbereitung des Weltjugendtages, die Tage der Begegnung mit dem Tag des sozialen Engagements in allen deutschen (Erz-)Bistümern, das Kultur- und Jugendfestival beim Weltjugendtag in Köln sowie den Pilgerweg des Weltjugendtagskreuz durch Europa und Deutschland. Im Anschluss an den XX. Weltjugendtag verbrachte Austen für persönliche Fortbildungen einige Monate in New York City und in Schweden. Nach seiner Rückkehr wurde er im selben Jahr Geschäftsführer der Steuerungsgruppe „Perspektive 2014“ im Erzbistum Paderborn.
Seit März 2008 ist Georg Austen Generalsekretär und Hauptgeschäftsführer des Bonifatiuswerkes der deutschen Katholiken sowie Geschäftsführer des Diaspora-Kommissariates der deutschen Bischöfe/Diasporahilfe der Priester. Im Jahr 2013 wurde Austen für weitere sechs Jahre im Amt bestätigt. Seine zweite Amtszeit begann am 1. März 2014. Im Jahr 2019 wurde Austen für weitere sechs Jahre im Amt bestätigt. Die dritte Amtszeit begann am 1. März 2020.
Im Mai 2008 ernannte Papst Benedikt XVI. Austen zum päpstlichen Ehrenkaplan (Monsignore) und berief ihn im Dezember 2011 ins Konsultoren-Kollegium des Päpstlichen Rates zur Förderung der Neuevangelisierung. Austen ist Berater in der Unterkommission für Missionsfragen der Kommission Weltkirche der Deutschen Bischofskonferenz, Mitglied in der Konferenz Weltkirche sowie im Zentralkomitee der deutschen Katholiken (ZDK).
Austen engagiert sich für den Dialog und die solidarische Zusammenarbeit in der Weltkirche sowie für Randgruppen, beispielsweise in der Gefängnisarbeit, und setzt sich für junge Menschen ein. Hierfür gründete er 2011 die „Georg Austen Stiftung Solidarität“ mit der Zielsetzung, Werte zu vermitteln, den Glauben zu entdecken und die Persönlichkeit zu fördern. Durch entsprechende Projektförderung soll Kindern und Jugendlichen geholfen werden, ihr Vertrauen in die eigenen Fähigkeiten zu stärken, Lebenskrisen zu überwinden, den Sinn für solidarisches Handeln zu fördern und nicht zuletzt, eine Orientierung und Zuversicht aus dem christlichen Glauben zu erfahren.
Im Heiligen Jahr der Barmherzigkeit ernannte Papst Franziskus am 10. Februar 2016 Austen zum „Missionar der Barmherzigkeit“.
Austen ist es ein wichtiges Anliegen – in Kooperation mit nationalen und internationalen Künstlern und Veranstaltern von Großereignissen –, Berührungspunkte mit Themen der Kunst, der Kultur und der Kirche zu schaffen, um so auch einen Dialog mit Andersdenkenden und -glaubenden anzuregen. So konnten bereits bundesweite Konzertreihen, Benefizveranstaltungen, Buchprojekte und Kunstausstellungen organisiert werden. Die Erlöse kommen sozial-caritativen Projekten zugute. In den Jahren 2017 und 2018 konnten zwei Kunstausstellungen unter dem Titel „Udos 10 Gebote“ mit Bildern des Sängers Udo Lindenberg in der Gaukirche in Paderborn und in der Überwasserkirche in Münster realisiert werden. In Kooperation mit Michael Patrick Kelly kam es zu zwei Konzertreihen („Agape-Tour“ im Jahr 2012 und „Ruah-Tour“ im Jahr 2016) durch mehrere Kirchen und Dome im deutschsprachigen Raum. Außerdem gab es im Jahr 2022 eine gemeinsame Ausstellung vom Bonifatiuswerk der deutschen Katholiken und Michael Patrick Kelly in der Paderborner Gaukirche. Gezeigt wurden die Friedensglocke Peacebell, die Kelly aus Kriegsschrott geschmiedet hat sowie Fotografien und gemalte Bilder. Im Zuge der Nikolausaktion des Bonifatiuswerkes unter dem Titel „Weihnachtsmannfreien Zone“ gibt es seit vielen Jahren eine enge Zusammenarbeit mit der Sängerin Maite Kelly. Zu weiteren Kooperationen kam es unter anderem mit der Sängerin Kathy Kelly, dem Tenor Juan del Bosco und der Gospelsängerin Carla A. Harris aus New York, der Sängerin Judy Bailey, der Straßenmusikerin Simone Oberstein und der Rügener Künstlerin Sylvia Vandermeer.
Im April 2023 berief ihn Papst Franziskus als Konsultor (Berater) in das neugegründete Dikasterium für die Evangelisierung in der römischen Kurie, wo Georg Austen in der Abteilung für Grundfragen der Evangelisierung in der Welt tätig werden soll.

## Veröffentlichungen

### Bücher
als Verfasser und Mitverfasser
- mit Martin Reinert und Christoph Stiegemann: Wandel durch Licht und Zeit. Kirchenträume neu entdecken. Bonifatius, Paderborn 1999.
- mit Claudia Auffenberg, Markus Ehrhardt, Bernhard Leifeld, Udo Reineke und Michael Störmer: IHM & UNS - Paderborner Liederbuch. BDKJ, Paderborn 2003.
- mit Franz-Josef Bode: Durchkreuztes Land. Katholisches Bibelwerk, Stuttgart 2005.
- mit Robert Haas, Matthias Micheel: Das Wunder dieser Nacht. Geschichten und Lieder zu Weihnachten. 2008.
- mit Günter Riße: Zeig draußen, was du drinnen glaubst! Missionarische Perspektiven einer Diaspora-Kirche. Bonifatius, Paderborn 2009.
- Seien Sie willkommen. 2014.
- mit Matthias Micheel: Wofür brennst du? 2014.
- mit Matthias Micheel, Niklas Wagner: Himmelswege. Geschichten und Lieder von Heiligen und Helden. 2015.
- Sylvia Vandermeer, Manfred Entrich OP: Wandlung. Im Fluss des Lebens. 2015.
- mit Frank Brandstätter und Matthias Micheel: Was für ein Gewimmel – Die Tiere der Bibel für Kinder, Neuauflage. 2023.

als Herausgeber und Mitherausgeber
- mit Frank Niemeier: Schützen brauchen Ziele – Werkbuch für Gottesdienste und andere Anlässe. 2001.
- mit Elsbeth Bihler und Matthias Micheel: Nikolaus, komm in unser Haus. Werkbuch für Familie, Kindergarten und Schule. Lahn, Kevelaer 2008.
- mit Matthias Micheel: Ein heller Stern ist aufgegangen. Lahn, Kevelaer 2009.
- mit Elsbeth Bihler und Matthias Micheel: Sankt Martin ist ein guter Mann. Werkbuch für Familie, Kindergarten und Schule. 2010.
- mit Matthias Micheel: Wir freuen uns aufs Fest. Kaufmann Ernst, Lahr 2010.
- mit Maite Kelly: Mit Kindern Feste gestalten und feiern. Butzon & Bercker, Kevelaer, 2011.
- Einen Engel wünsch ich dir. 2012.
- mit Sibylle Hardegger: Weiter Himmel – stille Wege. Pilgerwege zu den heiligen Stätten des Nordens. Kösel, Köln 2013.
- mit Maite Kelly: Schenke mir dein Licht. 2013.
- mit Robert Haas und Matthias Micheel: Wir entdecken das Ostergeheimnis. Lahn, Kevelaer 2013.
- mit Matthias Micheel: Frohe Ostern. 2013.
- Gesegnete Weihnachten. 2015.
- mit Matthias Micheel und Niklas Wagner: Damit das Leben reifen kann. Das Hausbuch für den Herbst des Lebens. 2015.
- mit Matthias Micheel: Jesus gibt uns Brot zum Leben. Zur Erinnerung an deine Erstkommunion. 2016.
- mit Elisabeth Neuhaus: Seht, da ist der Mensch. 2016.
- mit Matthias Micheel: Wir entdecken die Schöpfung. Geschichten- und Mitmachbuch. 2016.
- mit Matthias Micheel: Beflügelt vom Geist. 2017.
- Start-ups des Glaubens – Erfahrungsberichte aus der Personalstellenförderung des Bonifatiuswerkes. 2017.
- Radikal heilig Mein Erbe ist Europas Zukunft. Unterrichtsreihe für die Pastoral-, Schul- und Jugendarbeit zum Europäischen Kulturerbejahr. 2018.
- Beim nächsten Ton ist: Frieden – Europaweites Glockenläuten anlässlich des internationalen Friedenstages. Einladung und Impulse zum Friedengebet. 2018.
- Udos 10 Gebote – Bilder von Udo Lindenberg. 2018.
- mit St. Theresita M. Müller: Wie den Tod eines anderen überstehen. 2018.
- Advent und Weihnachten mit Kindern feiern. 2018.
- mit Simon Rüffin: Wie gestalte ich mein Patenamt? (Das Leben fragt, Christen antworten). 2019.
- mit St. Theresita M. Müller: Was lässt mich hoffen? 2020.
- mit Erich Läufer: Abenteuer Glaube. Entdecker gesucht … Entdecker gefunden! (Impulse und Projekte zum Bonifatiuspreis 2019), 2020.
- Sternstunden. 2020.
- mit Simon Rüffin: Warum kirchlich heiraten? 2021.
- mit Julian Heese und Yvonne Willicks: Gemeinsam das Kirchenjahr erleben. 2021.
- mit Theresa Meier: Das PIN-Kochbuch. 2022.
- mit Julian Heese, Vera Lörks: Ein Licht strahlt auf: Familienbuch für die Weihnachtszeit - Von Sankt Martin bis Lichtmess. 2022.
- mit Julian Heese, Heidi Rose und Magdalena Vering: Gemeinsam den Glauben erleben - Mein Mitmachbuch auf dem Weg zur Erstkommunion. 2024.
- mit Eva Dreier: Drinnen. draußen. nirgendwo? (Arbeitshilfe). 2024.
- Entdecke, wer dich stärkt. 2024.
- mit Daniel Born: Leuchtfeuer des Glaubens. 2025.

### Aufsätze
- Wo Himmel und Erde sich berühren. Ein Rundgang durch die Pfarrkirche St. Johannes-Baptist in Büren-Siddinghausen. In: Alexander Kessler: Siddinghausen – Geschichte eines westfälischen Dorfes.
- mit Matthias Micheel: Heimat und Diaspora. Gedankensplitter aus Perspektive des Bonifatiuswerkes. In: Beate Beckmann-Zöller, René Kaufmann (Hrsg.): Heimat und Fremde. Präsenz im Entzug. 2015.

### Tonträger
- mit Robert Haas und Matthias Micheel: Das Wunder dieser Nacht. Geschichten und Lieder zu Weihnachten. Bonifatiuswerk, Paderborn 2008.
- mit Robert Haas und Matthias Micheel: Was für ein Gewimmel. Die Tiere der Bibel für Kinder. Lahn, Kevelaer 2010.
- mit Matthias Micheel: Wir entdecken das Ostergeheimnis: Lahn, Kevelaer 2013.